# Gammaropsis melanops
Gammaropsis melanops is een vlokreeftensoort uit de familie van de Photidae. De wetenschappelijke naam van de soort werd in 1883 voor het eerst geldig gepubliceerd door Georg Ossian Sars.